# Adnan Esen
Adnan Esen (* 16. Mai 1961 in Istanbul) ist ein ehemaliger türkischer Fußballspieler und heutiger -trainer.

## Sportliche Karriere

### Im Verein
Adnan Esen spielte bis 1979 in der Jugend von Beşiktaş Istanbul. Im Sommer 1979 verpflichtete ihn Bandırmaspor. Für den Zweitligisten spielte der Mittelfeldspieler bis 1982 und wechselte danach zu Galatasaray Istanbul. 
Für die Gelb-Roten kam Esen zu 94 Ligaspielen und erzielte drei Tore. In der Saison 1984/85 gewann er mit der Mannschaft den türkischen Pokal und in der Folgesaison den Başbakanlık Kupası. Nach vier Jahren für Galatasaray wechselte der Mittelfeldspieler zu Malatyaspor. Es folgte eine Saison bei Zonguldakspor. Zwei Jahre blieb Adnan Esen vereinslos, bis er im Jahr 1990 zu Göztepe Izmir ging. Dort beendete er seine Karriere nach der Saison 1993/94.

### In der Nationalmannschaft
Für die Türkei U-21 spielte Adnan Esen einmal im Jahr 1982. 

## Trainerkarriere
Esen war von 2006 bis 2008 als Co-Trainer von Etimesgut Şekerspor und Malatyaspor tätig. Im Oktober 2008 wurde Adnan Esen Cheftrainer von Bandırmaspor und wurde nach zwei Monaten entlassen. Seine bislang letzte Tätigkeit war 2012 bei Vefa Istanbul.

## Erfolge
Galatasaray Istanbul
- Türkischer Fußballpokal: 1985
- Başbakanlık Kupası: 1986